# ФК 11 октомври
ФК „11 октомври“ (на македонска литературна норма: ФК 11 Октомври) е футболен клуб от град Прилеп, Северна Македония.